# Lawrence Watt-Evans
Lawrence Watt-Evans (Arlington, 1954) is een Amerikaans schrijver van sciencefiction en fantasy.
De redacteur Lester del Rey voegde het streepje toe aan zijn eigenlijke naam, Lawrence Watt Evans, om die opvallender te maken. Sommige korte verhalen schrijft hij onder het pseudoniem Nathan Ross.
Watt-Evans studeerde aan de Universiteit van Princeton, maar haalde geen graad. Pas in 1980, na vele jaren proberen, publiceerde hij zijn eerste roman, The Lure of the Basilisk. Daarna wijdde hij zich geheel aan het schrijven. 
In 1988 won Watt-Evans de Hugo Award voor zijn korte verhaal Why I Left Harry's All-Night Hamburgers.

## Geselecteerde bibliografie
Lords of Dus serie
- The Lure of the Basilisk (1980)
- The Seven Altars of Dusarra (1981)
- The Sword of Bheleu (1983)
- The Book of Silence (1984)

Legends of Ethshar serie
- The Misenchanted Sword, (1985)
- With a Single Spell (1987)
- The Unwilling Warlord (1989)
- The Blood of a Dragon (1991)
- Taking Flight (1993)
- The Spell of the Black Dagger (1993)

The Three Worlds trilogie
- Out of This World (1994)
- In the Empire of Shadow (1995)
- The Reign of the Brown Magician (1996)

The Obsidian Chronicles
- Dragon Weather (1999)
- The Dragon Society (2001)
- Dragon Venom (2003)

War Surplus serie
- The Cyborg and the Sorcerers (1982)
- The Wizard and the War Machine (1987)

Overige romans
- The Chromosomal Code (1984)
- Shining Steel (1986)
- Denner's Wreck (1988)
- Nightside City (1989)
- The Nightmare People (1990 - horror)
- The Rebirth of Wonder (1992)
- Split Heirs (1993 - met Esther Friesner)
- Touched by the Gods (1997)
- Night of Madness  (2000)
- Ithanalin's Restoration (2002)

Verzamelbundels
- Crosstime Traffic (1992)
- Newer York  (1991 - als redacteur)